# DR Byen

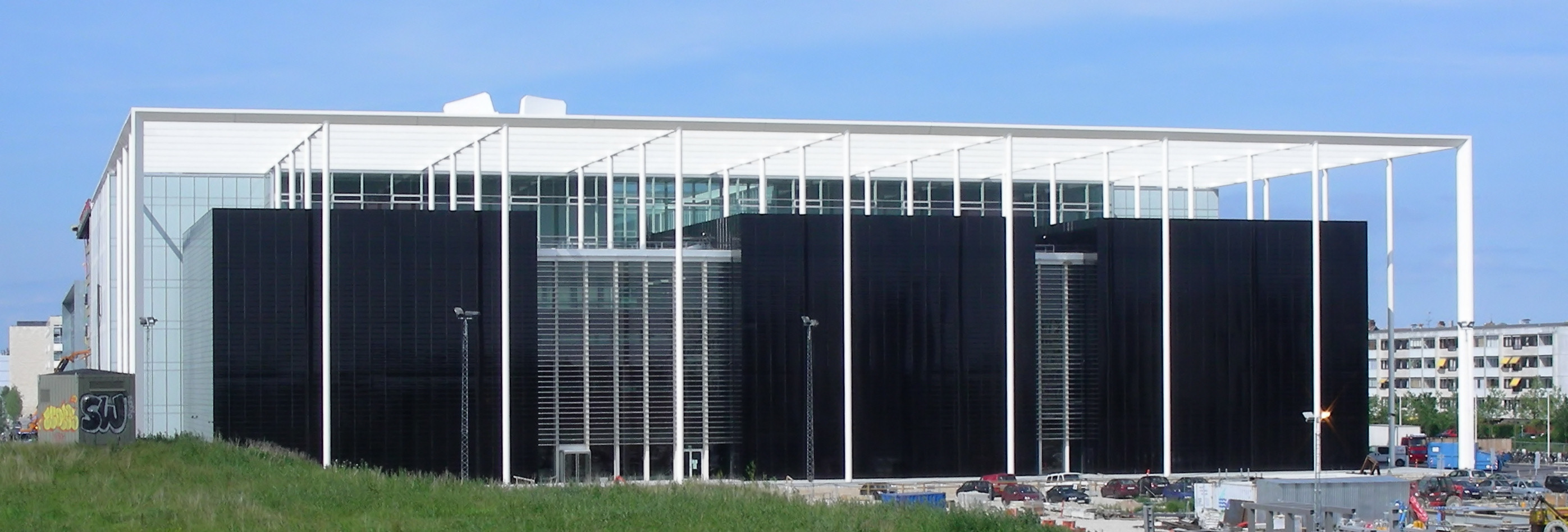
DR Byen sett från metrostationen.

DR Byen är Danmarks Radios huvudkontor i norra delen av Ørestad på ön Amager i Köpenhamn där även bolagets lokala aktiviteter har samlats. Det är ett av världens mest avancerade multimediahus. Alla medarbetare från tidigare Radiohuset på Frederiksberg och TV-Byen i Søborg flyttade hit  2006-2007 och  sändningarna började i februari 2006. 
Komplexets fyra delar har olika funktioner:
- I del 1, som har ritats av Vilhelm Lauritzen Arkitekter,[2] finns all produktion.

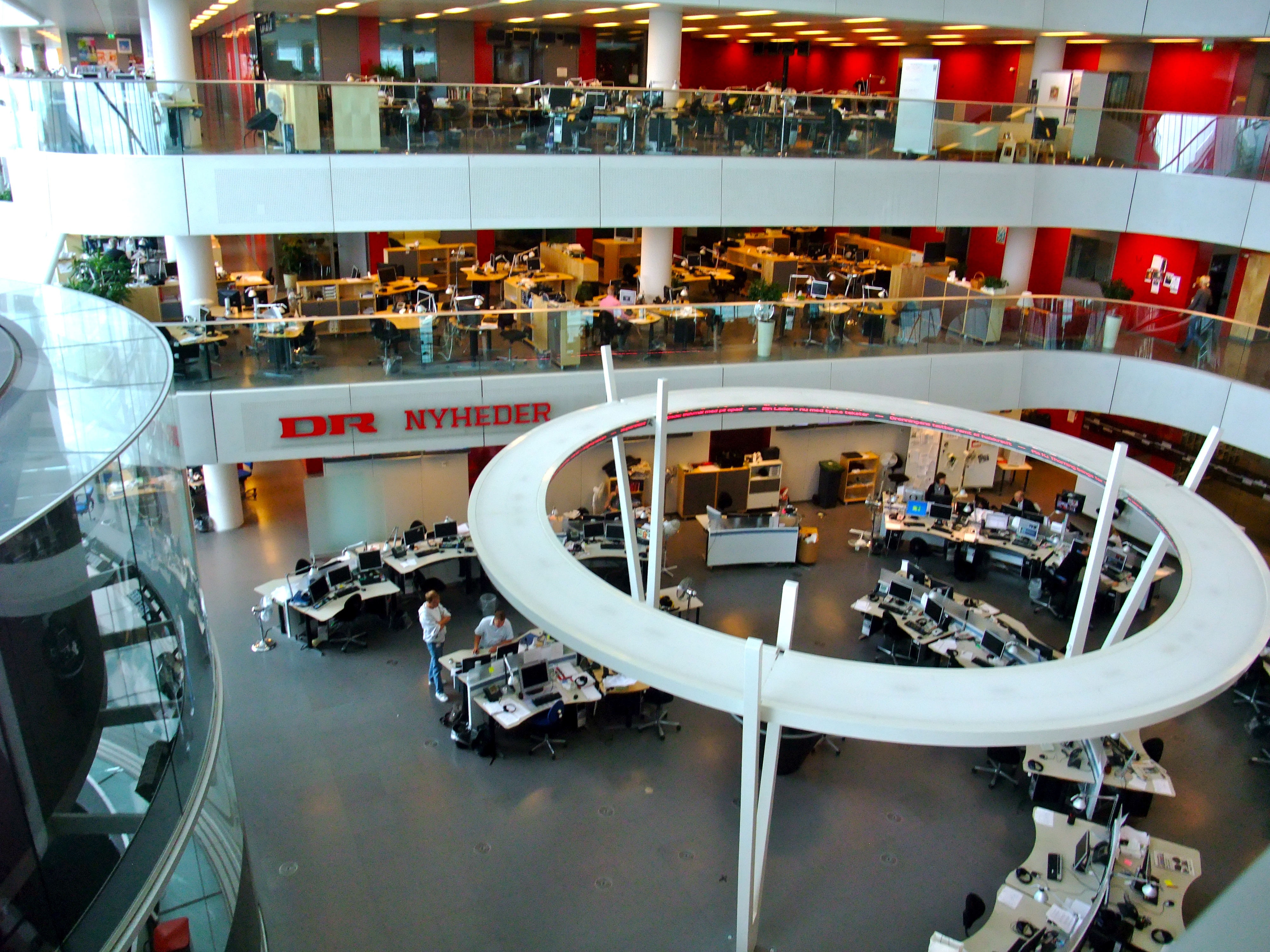
Nyhetsavdelningen.

- I del 2, som har ritats av Dissing+Weitling,[2] finns nyhetsredaktionerna DR Nyheder och TV Avisen.
- I del 3, som har ritats av Gottlieb Paludan Architects och NOBEL arkitekter, finns bland annat regionalradion P4 København, gemensamma funktioner samt all administration.[3]
- Del 4 är Danmarks Radios Konserthus som har ritats av den franska arkitekten Jean Nouvel.[4]